# Reign in Hell
Reign in Hell è una serie limitata a fumetti scritta da Keith Giffen, illustrata da Thomas Derenick, colorata da Bill Sienkiewicz e pubblicata dalla DC Comics. Il titolo è un riferimento ad una frase pronunciata da Lucifero nel Paradiso perduto di John Milton: "Meglio regnare all'Inferno che servire il Paradiso".

## Trama
Durante gli eventi di Reign in Hell, il Sottomondo fu gettato in un conflitto da Neron e i suoi generali dovettero confrontarsi con una ribellione guidata da Lord Satanus e Lady Blaze, i dominatori del Purgatorio. Neron presto scoprì che i demoni ribelli stavano offrendo ai dannati la speranza, e che questa era una spinta potente. Riconoscendo cosa succederebbe se i dannati si fossero ribellati a lui, Neron fece sì che la sua sposa Lilith, la "madre di tutti i demoni nati sulla terra", convocasse tutti i vampiri, i ghouls e i licantropi, e potenziasse gli umani presenti nell'Inferno.
Questa agitazione nel reame infernale attrasse l'attenzione dei mistici della Terra, costernati dalle conseguenze e dalle possibili ripercussioni della guerra. Molti eroi magici discesero all'Inferno e presero parte al conflitto, inclusi Zatanna, Dottor Fate, gli Shadowpact, Zauriel, Sargon lo Stregone, Ibis l'Invincibile, Black Alice e Linda Danvers. In alcuni rinforzi presenti nella serie, anche Dottor Occult viaggiò verso l'Inferno ma per altri motivi - liberare l'anima della sua amata Rose Psychic.
Lobo, confinato nel labirinto, la prigione dell'Inferno, fu liberato a causa della titanica battaglia tra Etrigan il Demone e Blue Devil, una battaglia che vide la temporanea sconfitta di Etrigan per mano di Blue Devil. Lobo sviscerò la forma-spirito di Zatara (il padre di Zatanna) il che gli costò la distruzione della sua anima invece di essere consegnato da Zatanna ad un'eternità di tormento e sofferenza (nella serie Zatanna, si scoprì che Zatara fu salvato da un demone che gli doveva un favore).
Lord Satanus rivelò che utilizzò la guerra come mezzo per diffondere una versione virale modificata del DMN, la droga anagogica che una volta utilizzò per destabilizzare Metropolis e confondere Superman. Questa versione del DMN era a diffusione aerea e, quando si fosse combinato con la parola magica "SHAZAM!", avrebbe trasformato Neron e tutti i demoni dell'Inferno in umani senz'anima, tutti ad eccezione di Lilith che non era un vero demone. Satanus quindi decapitò Neron e divenne il nuovo dominatore dell'Inferno. I Dannati rivolsero la loro rabbia verso i demoni e diavoletti ora umani e senza poteri, massacrandoli in massa, e ri-dannandosi.
Lady Blaze scavalcò il fratello in un momento di debolezza di Satanus quando permise a Black Alice di toccarlo e gustare il suo potere; quest'azione infranse la psiche di Alice e permise a Lady Blaze di prosciugare Lord Satanus del suo potere e prendendo quindi il trono per sé. Alla fine della serie, il Principio Indicibile dell'Inferno fu rivelato da Dottor Occult: "Puoi andartene quando ti pare".

## Raccolta
La serie fu raccolta in un libro a fumetti (ISBN 978-1401223137).